# North-Western Area Command
Le North-Western Area Command était l'un des nombreux commandements du RAAF Command établies par la Royal Australian Air Force (RAAF) pendant la Seconde Guerre mondiale. Sa sphère d'opérations en temps de guerre inclut le Territoire du Nord, les parties adjacentes du Queensland et de l'Australie occidentale, ainsi que les Indes orientales néerlandaises. Le commandement est fondé en janvier 1942, à la suite du déclenchement de la guerre du Pacifique, dans la partie ouest du North Area Command, qui couvrait tout le nord de l'Australie et de la Papouasie. Basé à Darwin, le North-Western Area Command est au début responsable de la défense aérienne, de la reconnaissance aérienne et de la protection des voies maritimes australiennes. Il est dissous en 1955.